# Kyzikos (syn Ajneusa)

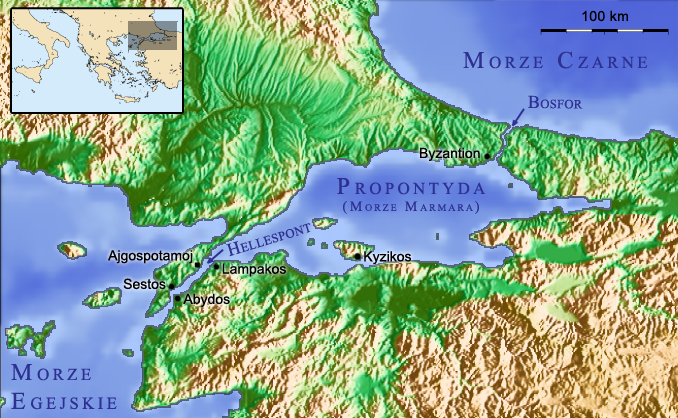
Miasto Kyzikos u wybrzeży Morza Marmara, dawniej Propontis

Kyzikos (gr. Κύζικος, Kyzikos, łac. Cyzicus) – w mitologii greckiej król Dolionijczyków, mąż Kleite, córki Meropsa.  
Kyzikos był synem Ajneusa i wnukiem Stilbe i Ajnete, córki króla Tracji, Eusorosa. Panował nad Dolionami, ludem, który wywodził się od Posejdona. Zamieszkiwali wyspę na wybrzeżu Propontis, u podnóża góry Dindymon.
Kiedy Argonauci przybili w pobliże górzystego półwyspu Arkton, król Kyzikos przywitał ich życzliwie i zaprosił na ucztę weselną. Pojął właśnie za żonę Kleite, z frygijskiego Perkote. W środku zabawy na straże „Argo” napadli sześcioramienni olbrzymi, synowie Ziemi, zamieszkujący wnętrze wyspy. Wspólnymi siłami odparto atak. Argonauci złożyli kamień kotwiczny w świątyni Ateny, załadowali zapasy oraz podarunki otrzymane od Kyzikosa i pożegnani serdecznie przez króla, odpłynęli w kierunku Bosforu. Nagle zerwał się silny wiatr utrudniający dalszą podróż, dlatego też zdecydowali się zawrócić w kierunku osłoniętej części półwyspu. W ciemnościach przybili do brzegu, gdzie zostali zaatakowani przez uzbrojonych ludzi. Dopiero kiedy odparli atak, zabijając kilku, a resztę zmuszając do ucieczki, Jazon zorientował się, że przybił do wschodniego brzegu Arkton. U jego stóp leżał martwy król Kyzikos, który wziął Argonautów za piratów i sam walczył w obronie wyspy. Kleite na wieść o zabiciu męża postradała zmysły i zabiła się. Nimfy gaju zapłakały tak żałośnie, że z łez trysnęła fontanna, która nosi imię żony króla.
Argonauci trzy dni opłakiwali króla, a następnie urządzili mu wspaniały pogrzeb zgodnie z grecką tradycją, wraz z igrzyskami pogrzebowymi. Wiatr jednak nadal się nie zmieniał, aż w końcu zatrzepotał nad głową Jazona zimorodek, po czym usiadł ćwierkając na dziobie „Argo”. Mopsos, który rozumiał mowę ptaków, wyjaśnił, że wszystko ułoży się pomyślnie, jeśli przebłagają boginię Reę, identyfikowaną też jako boginię Kybele. To ona doprowadziła do zguby Kyzikosa, karząc go za to, że zabił jednego z jej świętych lwów na górze Dindymon, a teraz gniewała się na Argonautów za rzeź jej braci, sześcioramiennych synów Ziemi. Wystawili więc wizerunek bogini wyrzeźbiony przez Argosa ze starego pnia winnej latorośli i w pełnej zbroi tańczyli na szczycie góry. Rea wynagrodziła ich za pobożność, z pobliskiej skały rozkazała uderzyć źródłu, zwanemu obecnie „Źródłem Jazona”. Pojawiła się lekka bryza i „Argo” ruszyła w dalszą drogę. Dolionowie odprawiali żałobę przez cały miesiąc, nie rozpalając ognisk i spożywając niegotowaną strawę. Obyczaj ten był nadal przestrzegany podczas Igrzysk Kyzikijskich, a miasto, którym rządził król przybrało jego imię – Kyzikos.
Istnieje też wersja, że to nie Jazon, a Herakles zabił Kyzikosa, a także, że był synem Eusorosa lub Apolla i Stilbe.  

## W kulturze
- Apollodoros z Aten, Bibliotheke[6]
- Apollonios z Rodos, Argonautika[7]
- Herodot, Dzieje[8]
- Waleriusz Flakkus, Argonautika[9]